# سیارک ۱۰۹۳۸
سیارک ۱۰۹۳۸ (به انگلیسی: 10938 Lorenzalevy، نامگذاری:1998SW60) ده هزار و نهصد و سی و هشتمین سیارک کشف شده‌است که در ۱۷ سپتامبر ۱۹۹۸ کشف شد.
قدر مطلق سیارک برابر ۱۱٫۸۰ است.